# Киевская митрополия (1458—1596)
Киевская митропо́лия (Западнору́сская митрополия, Киево-Литовская митрополия) — православная митрополия Константинопольского патриархата на территории Великого княжества Литовского и Речи Посполитой. Существовала после разделения с Московской митрополией, связанного с событиями Флорентийской унии и падением Константинополя, до 1596 года, когда приняла Брестскую унию.

## Предыстория
Церковным центром Руси с X века был Киев. Из Киева христианство распространялось на все восточнославянские земли. Глава Киевской митрополии носил титул «Митрополит Киевский и всея Руси».
В XIII веке Русь подверглась монголо-татарскому нашествию. В ходе второго похода Батыя на Русь (1239—1240 гг.) Киев был разорён и окончательно потерял значение столицы Руси. После этого митрополит Максим в 1299 (или 1300) году перенёс свою резиденцию во Владимир-на-Клязьме, а в 1325 году митрополит Пётр переехал в Москву, чем сильно укрепил Московское княжество. Осев в Москве и поддерживая политику московских князей, митрополиты продолжали носить древний титул «Митрополит Киевский и всея Руси». В Киеве и западно-русских землях проживавшие в Москве митрополиты появлялись весьма редко, поскольку зачастую это было небезопасно; так, митрополит Алексий, посетивший в 1358 г. Киев, по приказу великого князя Ольгерда был арестован, его казна разграблена, а сам митрополит едва сумел спастись бегством. Поскольку Киев перестал восприниматься митрополитами как центр православия Руси, они по возможности вывозили отсюда в Москву различные церковные ценности. Так, на митрополита Фотия даже жаловались, что он «это Ныне все узорчье церковное и сосуды переносит на Москву, и весь Киев пусто сотвори тяжкими пошлинами».

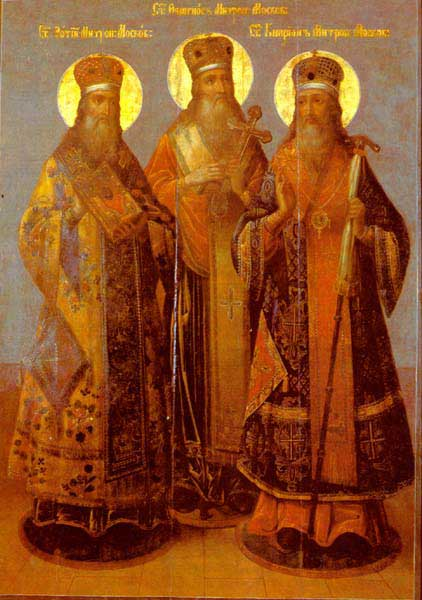
Свят. Фотий, Феогност и Киприан, митрополиты Киевские и всея Руси.

Галицко-волынские, а впоследствии литовско-русские князья также претендовали на то, чтобы создать на своих землях самостоятельную митрополию в противовес Москве. Поэтому было несколько попыток основать, с разрешения Константинопольского патриарха, Галицкую митрополию, а впоследствии — Литовскую митрополию. Однако эти попытки, предпринимавшиеся с конца XIII века, в целом были неудачными, и отдельные митрополии возникали здесь лишь на короткий срок и с большими перерывами. Так, самая ранняя из них — Галицкая митрополия — просуществовала с 1303 по 1305 гг. Литовская митрополия действовала примерно в 1317—1328 гг. В течение XIV в. имели место и другие попытки создать на подконтрольных Великому княжеству Литовскому землях Руси самостоятельные митрополии, не подчиняющиеся находившимся в Москве митрополитам Киевским и всея Руси. В 1352—1362 годах к области литовских митрополитов (в том числе в 1355—1362 году утверждённого в Константинополе) относился и Киев. В 1370-е годы вновь было три митрополита, но к концу века области были вновь объединены.
К началу XV века земли Руси в основном относились к трём государствам: северо-западные к Новгородской республике, юго-западные земли, включая Киев, оказались в составе Великого княжества Литовского, а северо-восточные — в составе Великого княжества Московского. Правители великих княжеств не только желали иметь «своего» митрополита, но и были заинтересованы в том, чтобы его влияние распространялось на все земли, где были православные епархии. В 1415—1419 годах действовал литовский митрополит, не утверждённый в Константинополе.

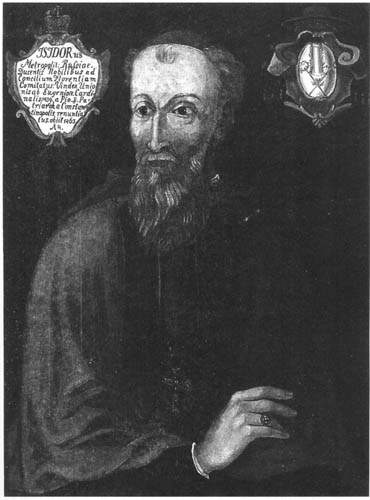
Исидор, Митрополит Киевский и всея Руси. (1436—1458)

К этому времени в борьбе за влияние в русской церкви, как на уровне митрополии, так и во всех Православных церквях, стал играть важную роль новый фактор. Перед лицом реальной опасности гибели под неудержимым напором осман призрачная надежда получить помощь Запада была единственной спасительной соломинкой, за которую отчаянно хваталась Византия — что естественным образом заставляло её вновь вернуться к идее унии. Эта идея, которую все последние византийские императоры усиленно проталкивали через фактически назначаемых ими Константинопольских патриархов, порождала мощное сопротивление как в самом патриархате, так и в Православной церкви в целом. Апогеем процесса стал Ферраро-Флорентийский собор. Всё это, однако, не спасло Константинополь — он вскоре пал, так и не дождавшись помощи. Уния была практически сразу же официально отвергнута Православной церковью (Иерусалимский собор 1443 года, Константинопольский собор 1472 года), однако идея её продолжала жить, продвигаемая на русских землях, находившихся под владычеством Польши и ВКЛ (а в дальнейшем — Речи Посполитой) их правящей верхушкой, католической по вероисповеданию.
В самом Константинополе за признание Ферраро-Флорентийской унии шла борьба, активное участие в которой принимал бежавший в 1441 году из Москвы митрополит Киевский Исидор, который, будучи к тому времени одновременно кардиналом Римской церкви, а также папским легатом, провозгласил 12 декабря 1452 года в соборе Святой Софии в присутствии византийского императора унию с католической церковью.

## Образование Московской митрополии
После вхождения Киева в Великое княжество Литовское (1362) происходит его постепенное возрождение как духовного и религиозного центра. В то же время, в течение XIV — начала XV вв. в Киеве и Москве периодически возникали ситуации, когда одновременно действовали два (а то и три) «Митрополита Киевских» одновременно.

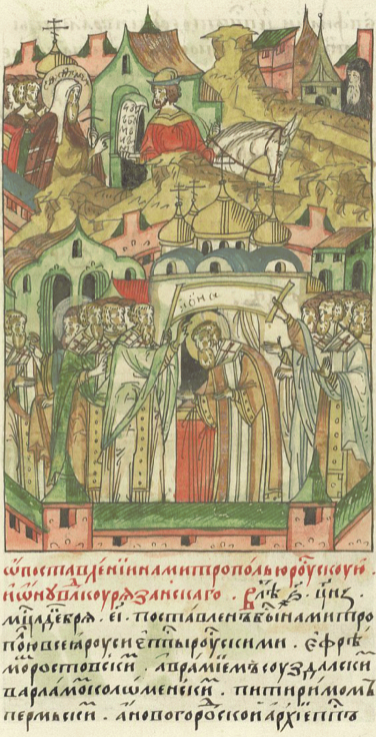
Посвящение Ионы в митрополиты

В 1433 г., после смерти митрополита Киевского и всея Руси Фотия, московский князь решил поставить митрополитом рязанского епископа Иону. Но, прибыв в Константинополь, Иона утверждения от патриарха не получил, и митрополитом был поставлен ставленник Великого князя Литовского Свидригайлы епископ Смоленский Герасим. В 1436 г. патриарх рукоположил на Киевскую кафедру митрополита Исидора — сторонника унии православной и католической церквей. Однако ни Иона, ни великий князь московский Василий II такого решения не приняли и относились враждебно к Исидору.
В 1441 году митрополит Исидор по прибытии в Москву с Флорентийского Собора отслужил литургию, на которой помянул папу римского Евгения IV, а также зачитал документ об Унии. Сразу же после этого по приказу великого князя Василия II Тёмного он был взят под стражу, как еретик, но впоследствии бежал. Великий князь приказал не преследовать Исидора. Созванный по этому поводу в 1441 году в Москве Собор епископов Восточной Руси (Великого княжества Московского и соседних с ним княжеств) осудил митрополита Исидора, как еретика и отступника, отвергнув Унию. Московский князь просил у Константинополя дать Руси нового митрополита, но патриарх отказался это делать. Московский Собор 1448 г., созванный великим князем Василием, 15 декабря, восточно-русских епископов, «по повелению государя», поставил на Русскую митрополию епископа Рязанского Иону без согласования с Константинопольским патриархом-униатом (Константинопольские патриарх и император находились в Унии до взятия турками Константинополя, до 29 мая 1453 года), с титулом «Митрополит Киевский и всея Руси». Это событие считается началом фактического существования самостоятельной Московской митрополии (хотя так она ещё не называлась).
После же того, как низложенный, изгнанный из Константинополя и живший с 1451 года в Риме бывший патриарх-униат Григорий III (Мамма) в 1458 году посвятил в митрополита Киевского, Литовского и всей нижней России Григория Болгарина. Созванный митрополитом Ионой в конце 1459 года Собор московских епископов констатировал факт разделения Киевской митрополии, Собор решил быть «неотступным от Святой Церкви Московской». Митрополит, избранный после смерти Ионы — Феодосий, уже носил титул Митрополита Московского и всея Руси, в апреле 1464 (последний год его правления), митрополит Цезарии Филиппи от имени константинополького патриарха благословил его. Однако, седьмой после взятия Константинополя турками патриарх, Дионисий I, говорил в 1469 году, что цареградская церковь не признавала и не признаёт московских митрополитов, как ставимых без её благословения.

## История митрополии до Брестской унии (c 1458 до 1596 год)
В отличие от Москвы, в Киеве, входившем в состав Великого княжества Литовского, Флорентийскую унию восприняли нейтрально, и Исидор пробыл митрополитом Киевским до 1458 года, когда состоялось его официальное отречение от титула митрополита Киевского и всея Руси в пользу своего ученика, такого же сторонника Флорентийской унии Григория Болгарина (по одним сведениям, под давлением римского папы Каликста III, возможно, по преклонной старости Исидора, а также в связи с принятием им 20 апреля титулярного сана латинского патриарха Константинопольского).
21 июля 1458 года, Григория Болгарина посвятил в сан митрополита Киевского, Литовского и всей нижней России (митрополита Киевского, Галицкого и всея Руси) уже низложенный, изгнанный к тому времени из Константинополя и проживавший в Риме бывший патриарх-униат Григорий III Мамма. Однако, новопоставленный митрополит Григорий не успел получить из рук папы Каликста III ставленной грамоты, так как последний весьма вскоре 6 августа скончался, и грамоту Григорию 11 сентября 1458 года давал уже новый папа — Пий II. 3 сентября 1458 года римский папа Пий II издал буллу о разделении Киевской митрополии на верхнюю (московскую) и нижнюю (польско-литовскую). Позже папа послал митрополита Григория к польскому королю Казимиру IV Ягеллончику с просьбой содействовать передаче Григорию из рук пребывавшего в Москве митрополита Ионы собственно Киевской митрополии и причисленных к ней, девяти западнорусских епархий, находившихся под властью Литвы и Польши, — Брянской, Смоленской, Черниговской, Туровской, Владимир-Волынской, Луцкой, Полоцкой, Галичской, Перемышльской и Холмской.

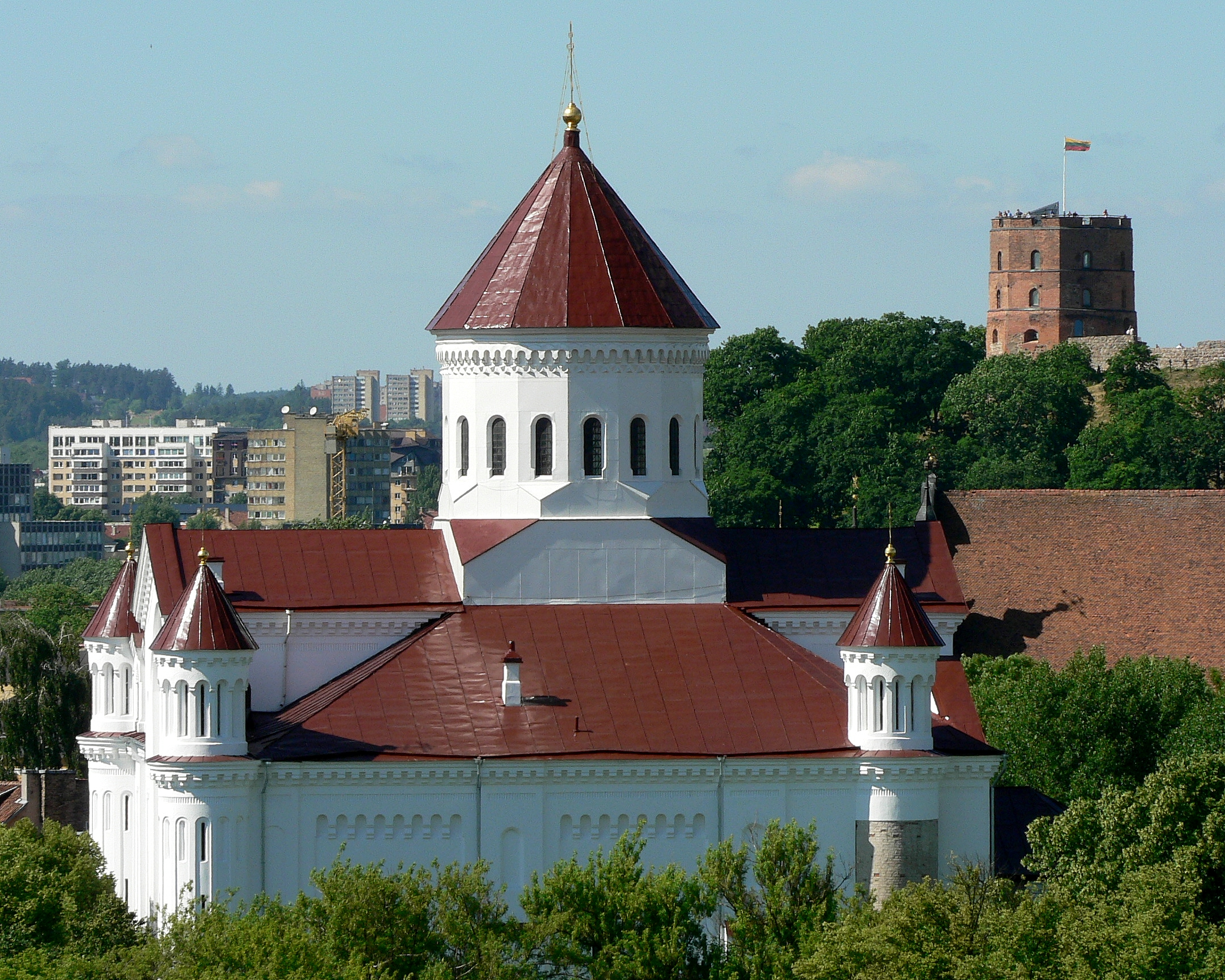
Собор Успения Богородицы в Вильне, основанный при великом князе Ольгерде в 1346 году. Кафедральный собор митрополитов Киевских и всея Руси в XV—XVI веках. Здание реконструировано в середине XIX века.

После разделения Русской православной церкви на две митрополии митрополиты Киевские, Галицкие и всея Руси имели резиденцию в Киеве, но некоторое время центром митрополитов был Новогрудок, а впоследствии — Вильно. Григорий начал ряд самостоятельных митрополитов юго-западной церкви, хотя не был всеми признаваем и жил не в Киеве, а где-то в Литве. По одним сведениям, Григорий Болгарин впоследствии под влиянием паствы, не желавшей находиться под властью католической церкви, возвратился в православие, его митрополия вошла в юрисдикцию православного патриарха Константинопольского, и грамотой от 14 февраля 1467 года патриарх Дионисий I приказал всем русским землям принять его как единственного законного митрополита, признанного Константинополем, а в 1469 году дал свое благословение, утвердив назначение Григория, и последний в 1470 году вышел из унии. По другим сведениям, недовольство православной паствы в Литве и Польше, в том числе, православной партии в среде польско-литовской шляхты, а также среди православных епископов привело к тому, что Григорий не осмелился даже появиться в Киеве, жил при дворе Великого князя литовского Казимира Ягеллончика (который одновременно был и польским королём) и умер в Новогродке Литовском в 1472 (1473) году. Учитывая упадок Константинополя, после его завоевания турками, Киевская митрополия развивалась автономно. В церковной жизни помалу везде устанавливается выборное право: свободными голосами выбирали священников, архимандритов, епископов; свободно избирали митрополита, а патриарх только благословлял его. Церковью руководил поместный собор, который собирался по мере необходимости на более важные дела, например избрание митрополита, решение важных или спорных проблем церкви и тому подобное. Епархиальным делами управлял епархиальный собор, который обычно собирался в воскресенье первой недели великого поста; в случае необходимости созывались чрезвычайные епархиальные соборы. На этих сборах епископ назначал своё духовенство и также решались насущные вопросы.
После смерти митрополита Григория Казимир IV, очевидно, под давлением Польши и Рима в течение двух лет не утверждал новых кандидатов на пост предстоятеля Киевской митрополии, но в 1475 году его выбор состоялся, и митрополитом Киевским стал Мисаил, епископ Смоленский, управлявший Киевской митрополией около четырёх лет. Затем следовал Симеон. Первые (после отделения московской митрополии) митрополиты Киевские, Галицкие и всей Руси — Григорий II, Мисаил Пструч, Иосиф Болгаринович были сторонниками Флорентийской унии, но поддерживали связи с Константинопольским патриархом, и все (кроме Мисаила) были утверждены патриархом на митрополитов. Киевские митрополиты надеялись, с помощью унии, избавиться от притеснений католической власти и наступления на православие. С просьбой защитить их митрополиты неоднократно обращались к Папе Римскому. Однако, вопреки папской булле, которой греческий обряд приравнивался в правах к латинскому, некоторые польские ксендзы и шляхта так не считали. Уже после посвящения Макария I (священномученика) некоторые из епископов отправились за благословением к константинопольскому патриарху, и последний, давая это благословение, подтвердил, чтобы на будущее время без него не посвящали киевских митрополитов. Последним митрополитом, который был сторонником Флорентийской унии, хотя и получил благословение от Константинопольского патриарха и поддерживал с ним постоянные связи, был митрополит Иосиф Болгаринович. Он, как и митрополит Мисаил, обращался к Папе Римскому с предложением унии, но безрезультатно. В это время, великий князь литовский Александр, желая сблизиться с Москвой, женился на московской княжне Елене (дочери великого князя Ивана III). 20 марта 1499 года король Александр, по просьбе митрополита Иосифа подтвердил неприкосновенность церковного имущества и неоспоримость церковного суда. В 1501 году при содействии княгини Елены митрополитом Киевским, Галицким и всея Руси был избран Иона II посвящён в митрополиты киевские в 1503 году. Он был противником Флорентийской унии и прекратил общение с Римом.

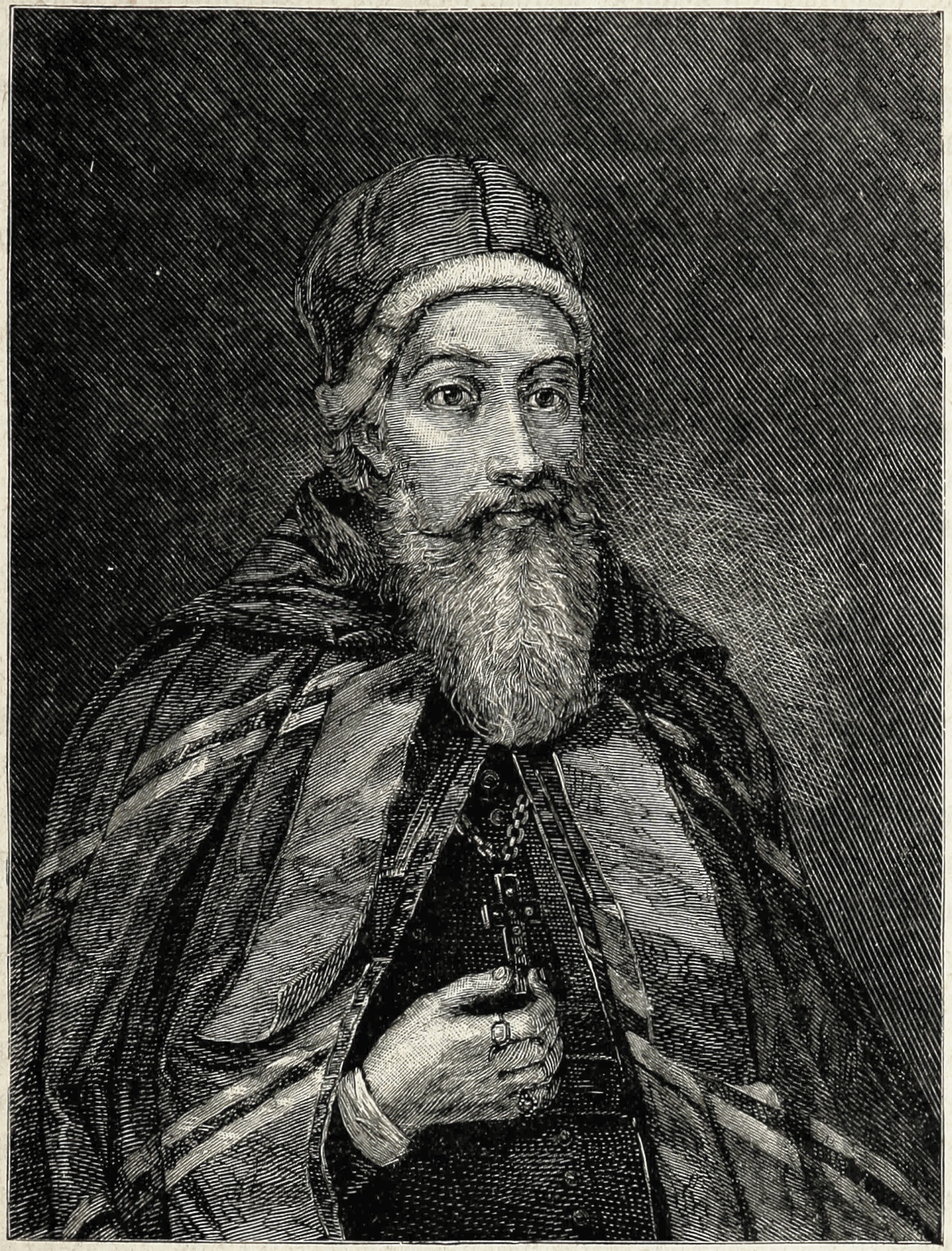
Иосиф II (Солтан), Митрополит Киевский, Галицкий и всея Руси. (1507—1521)

В 1507 году новым митрополитом стал Иосиф II Солтан. Получив посвящение от Константинопольского патриархата, этот митрополит провел ряд нужных для церкви реформ, развивал монастырскую жизнь, пытался ограничить произвол польской шляхты и многое другое. Иосиф II Солтан жил большей частью в Смоленске. В его правление состоялся собор в Вильно 1509 года, имевший в виду добиться предоставления православной церкви в Литве большей самостоятельности; в этом же смысле действовал Иосиф, испросив у короля Сигизмунда I в 1511 году грамоты, подтверждавшие судебные привилегии русского духовенства. При нём состоялось в 1522 году постановление гродненского сейма, по которому высшие должности в государстве не могли занимать православные.
За Ионой II следовали митрополиты Иосиф III с 1523 года, Макарий II с 1538 года, Сильвестр Белькевич с 1556 года, Иона Протасович с 1568 года, Илия Куча с 1577 года. После смерти последнего в 1578 году был избран Онисифор Петрович Девоча, который правил до 1588 года, когда был свергнут константинопольским патриархом Иеремией II, так как был повторно женат (после смерти первой жены). Онисифор исходатайствовал у Стефана Батория грамоту, утверждавшую права и суды православной церкви, а у Сигизмунда III — грамоту на церковные имения. По свержению Онисифора в 1588 году был избран в Вильно и посвящён патриархом Иеремией Михаил Рогоза (1588—1599), известный впоследствии поборник Брестской унии.
В течение XVI века в Западной Руси появляется целый ряд переводов Священного Писания на живой народный язык, например Пересопницкое Евангелие 1556 года, Новый завет Негалевского 1581 года, Креховский апостол 1560-х годов и другие. Было написано много так называемых Учительних евангелий, что читались в церквях вместе с соответствующей проповедью народным языком. Появилась первая печатная целая Библия — Острожская в 1581 году. Всё это, а особенно Священное Писание живым народным языком, поддерживало простой люд, удерживало его в православии и укрепляло основы национальной культуры. Учреждаются и начинают активно действовать православные братства. В 1580 году начинает действовать Острожская академия.

## Брестская уния 1596 года

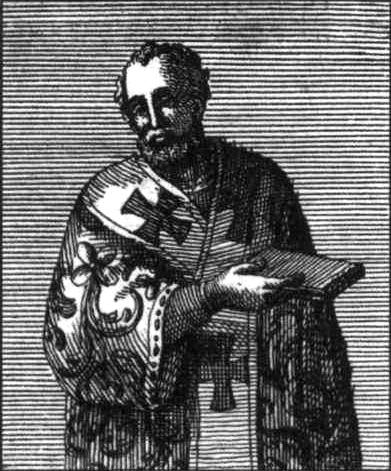
Михаил (Рогоза), митрополит Киевский, Галицкий и Всея Руси (1589—1596)

В 1589 году Речь Посполитую посетил константинопольский патриарх Иеремия II. Он, поддержал православные братства и снял с митрополичьего престола митрополита Онисифора, назначив на его месте архимандрита Минского монастыря Михаила Рогозу. Одновременно патриарх назначил Луцкого єпископа Кирилла Терлецкого своим наместником — экзархом Киевской митрополии. Сразу, после отъезда патриарха, Львовский єпископ Гедеон Балабан начал переговоры с польским епископом Соликовским касательно унии. К этому процесу подключились и другие епископы. Позднее Балабан отказался от идеи унии.
В декабре 1594 года епископ Терлецкий, от имени русского епископата, провозгласил, что православная церковь имеет намерение объединится с католической церковью, на условиях сохранения православного обряда и стародавних прав церкви. В декабре 1595 года представители русской церкви в Риме подписали условия унии с католической церковью. Согласно последних, сохранялся восточный обряд, а также права по выбору митрополита и єпископов, сохранялся православный церковный календарь, нижнее духовенство имело право вступать в брак.
В 6 октября 1596 года епископат Киевской (западнорусской) митрополии принял унию с Римской церковью, сохранив богослужение византийской литургической традиции на церковнославянском языке. После этого сосуществовали иерархия грекокатолической Киевской митрополии (Русской униатской церкви) с сохранением титула Митрополит Киевский, Галицкий и всея Руси (см. Список предстоятелей Русской униатской церкви) и безыерархические православные экклесии на западнорусских землях до восстановления православной Киевской митрополии в 1620 году, когда православные киевские митрополиты вновь стали носить титул Митрополита Киевского и всея Руси.

## Митрополиты Киевские, Галицкие и всея Руси до Брестской унии
В 1458 году константинопольский патриарх Григорий III Мамма, принявший флорентийскую унию, проживая в Риме, посвятил ученика Исидора, Григория Болгарина в киевские митрополиты; но так как в Москве был митрополит Иона, носивший титул митрополита Киевского и всея Руси, то папа Пий II, разделив бывшую Киевскую митрополию на две, отправляя Григория к польскому королю Казимиру IV, поручил ему собственно Киевскую митрополию.
В неё вошли 11 епархий: Киевская, Брянская, Смоленская, Полоцкая, Туровская, Луцкая, Владимир-Волынская, Перемышльская, Галицкая и Холмская. Новому митрополиту Киевскому Григорию II патриарх предоставил новый титул — Митрополит Киевский, Галицкий и всея Руси. Этот титул главы Киевской митрополии носили вплоть до присоединения Киевской Митрополии к Московскому патриархату в 1686 г., а предстоятели Русской униатской церкви — до начала XIX века.
1. Григорий (Болгарин) 1458−1473
2. Мисаил (Пеструч) 1475−1480
3. Спиридон (Сава) ок. 1479 − 1481 (†1504)
4. Симеон 1481−1488
5. Иона I (Глезна) 1492−1494
6. Макарий I 1495−1497
7. Иосиф (Болгаринович) 30.05.1498 − 01.05.1500 временный управляющий; 01/09.05.1500 − 1503 митрополит
8. Иона II 1503−1507
9. Иосиф II (Солтан) 1507 − март 1509 временный управляющий; март 1509−1521 митрополит
10. Иосиф III (Русин) 1522−1534
11. Макарий II (Москвитянин) до 9 апреля 1535 временный управляющий; 1 марта 1534 − 1556 митрополит
12. Сильвестр Белькевич 1556−1567
13. Иона III Протасевич (Островский) 1568−1576
14. Илия Куча (23 сентября 1577 − 1579)
15. Онисифор Девочка (27 февраля 1583 − 1589)
16. Михаил Рогоза (1 августа 1589 — 8 октября 1596)